# Oligoryzomys magellanicus
Oligoryzomys magellanicus es una especie de roedor de la familia Cricetidae.

## Distribución geográfica
Se encuentra en Argentina y Chile. 